# کشته‌شدن حمیدرضا الداغی
حمیدرضا الداغی (۲۷ شهریور ۱۳۵۶ – ۸ اردیبهشت ۱۴۰۲) شهروند اهل ایران بود که در سبزوار، خراسان رضوی در دفاع از دختری جوان مقابل مزاحمت خیابانی با ضربات متعدد چاقو شهید شد. کمی پس از آن، رسانه‌های وابسته به نظام جمهوری اسلامی از مرگ وی به‌عنوان «شهید آمر به معروف»، «شهید نهی از منکر» و «شهید عفت و غیرت» یاد کردند؛ و بنیاد شهید و امور ایثارگران، کشته‌شدن وی را «شهادت» نامید. از طرفی دیگر، مادر وی اعلام کرد پسرش اهل «جهاد» و «بسیج» نبود. با این وجود، منتقدان ادعای شهادت از طرف حامیان جمهوری اسلامی را «مصادره» و «سوءاستفاده» از الداغی عنوان کردند.

## زندگی شخصی
حمیدرضا الداغی در ۲۷ شهریور ۱۳۵۶ در سبزوار به دنیا آمد. او بازیکن سابق هندبال کشوری و عضو تیم دانشگاه تربت جام در تمامی رده‌های سنی بود و در دههٔ ۱۳۷۰ در رقابت‌های لیگ دسته یک عضو تیم نمایندهٔ سبزوار بود. او در تربت‌جام با برادرش تحصیل کرد و در کلاس‌های آموزش رزمی با همدیگر تمرین می‌کردند. به گفتهٔ برادرش، پس از اینکه الداغی در مبارزات رزمی دماغ یکی از دوستانش را شکست، ورزش تکواندو را کنار گذاشت. رشته تحصیلی او در مقطع کارشناسی علوم اجتماعی بود اما سپس مدرک کارشناسی معماری گرفت و در یک دفتر مهندسی در نزدیکی شهرداری سبزوار به کار طراحی و نقشه‌کشی ساختمان می‌پرداخت. وی ازدواج کرده و صاحب یک فرزند دختر بود.

## کشته شدن
در ساعت ۹ شب، ۸ اردیبهشت ۱۴۰۲، حمیدرضا الداغی در حالی که در راه کلاس دخترش بود؛ با مشاهده «مزاحمت چند مرد جوان برای یک دختر» با آن‌ها درگیر شد و بر اثر اصابت ضربات چاقو جان خود را از دست داد. در ویدئوهای منتشرشده از دوربین‌های مداربسته در محل کشته‌شدن حمیدرضا الداغی، چند مرد جوان دیده می‌شوند که دختری جوان را احاطه کرده و با چاقو او را تهدید می‌کنند. با ورود الداغی در دفاع از زن جوان و شروع درگیری، این افراد با چاقو چند ضربه به کمر، دست و سینه او می‌زنند.
با انتشار خبر کشته‌شدن او، رسانه‌های نزدیک به جمهوری اسلامی او را «شهید آمر به معروف»، «شهید نهی از منکر» و «شهید عفت و غیرت» نامیدند. مادر او در مصاحبه با علی رضوانی در برنامه «بدون تعارف»، اعلام کرد پسرش «نه بسیجی بود؛ نه جهادی بود، انسان بود؛ شرف داشت» و این که از روی ظاهر نمی‌توان قضاوت کرد. مادر الداغی همچنین گفت «چون حمید دختر ۱۵ ساله داشت نمی‌توانست چنین صحنه‌ای را تحمل کند و ببیند دختر مردم را ببرند». خواهرش نیز او را با وجود زندگی و ظاهر معمولی، «فوق‌العاده غیرتی، ناموس پرست و مؤمن واقعی» توصیف کرد. همسر الداغی در مصاحبه‌ای که خبرگزاری مهر منتشر کرده، می‌گوید که اقدام او به خاطر «هیچ جناح» و «هیچ سیاستی» نبود، بلکه آن را مصداق «امر به معروف و نهی از منکر» و برخاسته از «مردانگی، غیرت و جوانمردی» دانست. همسر وی همچنین با اشاره به ویدئوی منتشر شده از درگیری، در بخشی از مصاحبه خود ادعا کرد «فیلم آنقدر واضح است که هیچ حرف و حدیثی ندارد. حمید از دختری دفاع کرد که بی‌حجاب نبود و آن پسر هم مأمور نبود و خودش هم بسیجی نیست. او حق مظلوم را گرفته است. هیچ‌کس نمی‌تواند این اقدام را به هیچ موضوع دیگری بچسباند، نه داخل و نه خارج». کمی پس از آن، پرونده کشته‌شدن وی به‌صورت ویژه در دادگستری خراسان رضوی پیگیری شد. همچنین سرپرست بنیاد شهید و امور ایثارگران در سبزوار اعلام کرد «احراز رسمی شهادت حمیدرضا الداغی» توسط شورای تأمین استان مورد تأیید قرار گرفت.

## واکنش‌ها
وریا غفوری بازیکن فوتبال و کاپیتان سابق باشگاه فوتبال استقلال تهران، محمدباقر قالیباف رئیس مجلس شورای اسلامی، حسین سلامی فرمانده‌کل سپاه پاسداران انقلاب اسلامی، شورای هماهنگی تبلیغات اسلامی، عطاءالله مهاجرانی سیاستمدار، انسیه خزعلی معاون امور زنان و خانواده رئیس‌جمهور، اسحاق جهانگیری معاون اول رئیس‌جمهور پیشین و مسیح علی‌نژاد روزنامه‌نگار به کشته‌شدن او واکنش نشان دادند.

### تحلیل و گزارش‌ها
به باور خبرگزاری میزان (وابسته به قوه قضائیه) حمیدرضا الداغی «شهید نهی از منکر» است حسین سلامی، فرمانده سپاه پاسداران هم با انتشار بیانیه‌ای عنوان کرد که تلاش‌های به گفته او، «شیطانی و فریبکارانه دشمن» در ترویج «منکر» و تخریب «معروف» به ثمر نخواهد نشست. محمدباقر قالیباف، رئیس مجلس شورای اسلامی، نیز در صحن علنی مجلس از «نقش بر آب شدن نقشه دشمن» گفت و ادعا کرد: «شهید الداغی در زمانهٔ طعنه‌ها و تخریب‌ها، واجب امر به معروف و نهی از منکر را در چشم مردم ایران جلوه داد». خبرگزاری مهر نیز با ادعای این‌که «جوان غیور سبزواری در راه پاسداری از ناموس کشورش به شهادت رسید»، نوشت: قاتلین حمیدرضا الداغی با وجود آن‌که متواری شده بودند «در کمتر از ۱۰ ساعت دستگیر و به مراجع قضایی تحویل داده شدند». همچنین خبرگزاری فارس وابسته به سپاه پاسداران انقلاب اسلامی مدعی شد «حمیدرضا الداغی چهاردهمین شهیدی است که در استان خراسان رضوی در راه امر به معروف و نهی از منکر به شهادت می‌رسد».
به باور تلویزیون فارسی بی‌بی‌سی، جمهوری اسلامی مرگ حمیدرضا الداغی را دستاویزی کرده تا بحث «امر به معروف و نهی از منکر» خود را پیش ببرد. «تلویزیون من‌وتو» در گزارش خود اعلام کرد «منتسبین به حکومت از همان ابتدا تلاش کردند تا از حمیدرضا یک چهره بسیجی و ولایت‌مدار بسازند که برای امر به معروف و نهی از منکر در این کار مداخله کرده و جانش را از دست داده است». همچنین این شبکه تلویزیونی با پخش تصاویری از الداغی در کنار همسرش که بدون حجاب دیده می‌شود، مدعی شد «او نه تنها بسیجی نبوده، بلکه فردی بود از جنس مردمی که در هفت ماه گذشته صف‌شان را به‌طور کل از حکومت جدا کردند». همچنین ادعا کرد «تلاش حکومت برای پروژه شهیدسازی او شکست خورد». «بخش فارسی صدای آمریکا» در گزارش خبری تصویری خود گفت: «گرچه بسیاری از هوادارن حکومت از این اتفاق ناگوار می‌خواستند سوءاستفاده کنند و روی موج احساسات جامعه سوار شده بودند و با استفاده از نام شهید و امر به معروف می‌خواستند حمیدرضا را بسیجی اعلام کنند ولی صحبت‌های مادر حمیدرضا در گفتگو با خبرگزاری صداوسیما به صراحت به این سناریوی حکومت پایان داد». «رادیو فردا» می‌نویسد: رسانه‌های نزدیک به جمهوری اسلامی او را «شهید امر به معروف» نامیدند و تلاش کردند با مصادره او، بر سیاست‌های جمهوری اسلامی در خصوص قانون حجاب اجباری تأکید کنند. «کیهان لندن» نیز نوشت: «شهیدسازی از حمیدرضا الداغی در شرایطی که جمهوری اسلامی هزاران نیروی بسیجی و لباس‌شخصی را در قالب آمر به معرف و با هدف سازماندهی نیروهای نیابتی علیه مردم در سطح جامعه به کار گرفته است، نشان می‌دهد که این سازماندهی به بهانه «مبارزه با بی‌حجابی» با مقاومت مدنی شهروندان روبرو شده و به عمیق‌تر شدن شکاف میان مردم و حکومت کمک می‌کند». «ایران‌وایر» در گزارش خود با سرخط «حمیدرضا الداغی؛ شکست پروژه شهیدسازی» مرگ وی را «شهید سازی» و «شهید دزدی» توسط نظام جمهوری اسلامی ایران توصیف کرد. مسیح علی‌نژاد نوشت: «به شهادت نزدیکانش او قبلاً در جریان انقلاب «زن زندگی آزادی» توسط همین بسیجی‌ها که امروز جسم بی‌جانش را مصادره کرده‌اند، با شوکر مورد حمله و ضرب و شتم قرار گرفته بود. خانواده این جوان به شدت زیر فشار هستند تا سناریوی امنیتی جمهوری اسلامی را تکرار کنند و بگویند فرزندشان بسیجی بوده است. نگذاریم این داعشی‌ها نام و یاد شریف این جوان آزاده و شجاع را مصادره کنند.»

### نامگذاری‌ها
نام میدان «سه گوش» در محل کشته‌شدن حمیدرضا الداغی در سبزوار به «شهید حمیدرضا الداغی» تغییر داده شد. همچنین نام خیابان محل زندگی وی به خیابان «جوانمرد» تغییر یافت و کوچه محل زندگی الداغی «کوی غیرت» نامیده شد. شورای شهر تهران اعلام کرد یکی از معابر پایتخت را به نام «شهید حمیدرضا الداغی» نامگذاری خواهد کرد. یکی از خیابان‌های ریوند از توابع بخش باشتین در شهرستان داورزن نیز به نام «شهید حمیدرضا الداغی» نامگذاری شد.

### نشان‌ها
در ۲۴ اردیبهشت ۱۴۰۲، نشان ملی فردوسی در بخش «حماسه‌سازی» به الداغی اهدا شد و برادر وی این جایزه را دریافت کرد. همچنین در حاشیه جشنواره شهید غیرت، «نشان عالی سربداران» به مادر الداغی اهدا شد.

## انتشار تصاویر خصوصی
بعد از رسانه‌ای شدن «کشته‌شدن حمیدرضا الداغی»، چند عکس از الداغی و همسر وی که حجاب اسلامی بر سر نداشت در اینترنت فاش شد. همسر وی در واکنش، به رسانه‌های ایران گفت تصاویر خصوصی خود در کنار شوهرش، توسط فردی «ضد حکومت» در خارج از کشور انتشار یافته. وی این عمل را «تجاوز به حریم خصوصی» عنوان کرد و مدعی شد تلفن همراه او را هک کردند. او خطاب به منتشرکننده تصاویر گفت: «شما اگر مرد بودید قبل از انتشار از ما اجازه می‌گرفتید». مادر الداغی نیز با اعلام این که در حال پخش کردن «تصاویر خانوادگی» فرزندش هستند این اقدام را «گناه» دانست و افزود که این افراد باید جواب بدهند.

## اعدام قاتل
قوه قضائیه روز سوم آذر ۱۴۰۲، بدون انتشار نام، اعلام کرد «قاتل» حمیدرضا الداغی اعدام شده است. میزان در گزارشی آورده که براساس کیفرخواست صادر شده، اتهام متهم ردیف اول این پرونده «مباشرت در ارتکاب قتل عمدی و نیز ارتکاب جرح عمدی با چاقو، مشارکت در ایراد جرح عمدی با سلاح سرد، آدم‌ربایی، مزاحمت برای بانوان، اخلال در نظم و آسایش عمومی و تظاهر به تهدید در ملأ عام» بوده است. متهم ردیف دوم پرونده هم «به معاونت در قتل عمدی حمیدرضا الداغی، ارتکاب جرح عمدی با چاقو، مشارکت در ایراد جرح عمدی با چاقو، تظاهر و تهدید با چاقو در ملأ عام و اخلال در نظم و آسایش عمومی» متهم شده است.

## فیلم و بزرگداشت
مستند جوانمرد به کارگردانی محمد خوشدل‌فر در مورد کشته‌شدن او و ابعاد مختلف آن ساخته شد که در آن با قاتلین، افراد حاضر در صحنه و خانواده الداغی مصاحبه شده و به ریشه‌های شخصیتی مقتول و قاتلین می‌پردازد. از این مستند در تیر ۱۴۰۲ با حضور خانواده الداغی رونمایی شد. همچنین در آذر ۱۴۰۲ جشنواره‌ای هنری با نام شهید غیرت در دانشگاه حکیم سبزواری در بزرگداشت الداغی برگزار شد.